# Manteuffelové

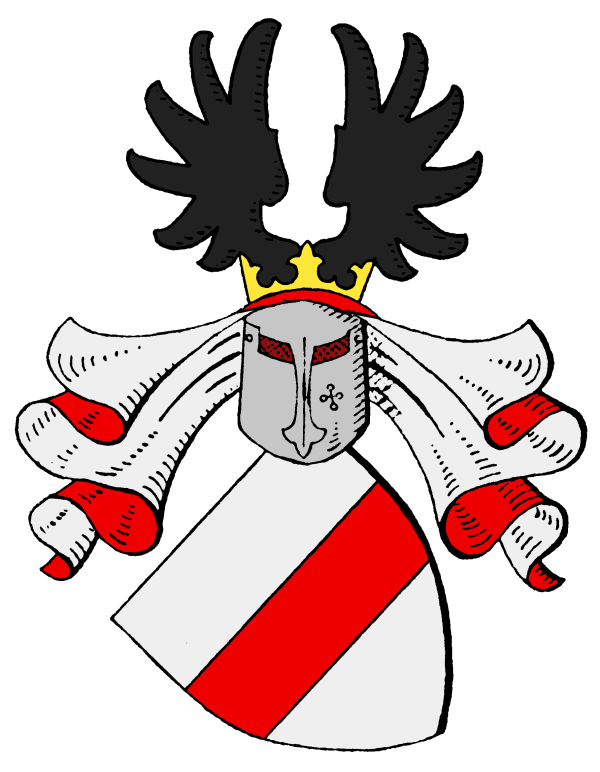
Erb Manteuffelů

Manteuffelové (německy von Manteuffel) jsou německý šlechtický rod pocházející z Pomořan. Není příbuzný s podobně se jmenujícím baltickým šlechtickým rodem Manteuffel-Szoege čili Zoege von Manteuffel. První zmínka o Manteuffelech pochází z roku 1256. Rod se brzy rozdělil do několika větví, z nichž některé získaly hraběcí titul. Pocházejí z něho významní vojáci (například pruský maršál Edwin von Manteuffel a německý generál Hasso von Manteuffel) i politici (například pruský ministerský předseda Otto Theodor von Manteuffel).